# Più libri più liberi
Più libri più liberi, nota anche come Fiera nazionale della piccola e media editoria, è una manifestazione libraria italiana dedicata al mondo della piccola e media editoria. Si svolge a Roma a cadenza annuale nei primi giorni di dicembre ed è nata nel 2002. È promossa e organizzata dall'Associazione Italiana Editori. Nei primi quindici anni si è tenuta presso il Palazzo dei Congressi, mentre dal 2017 si svolge presso il Nuovo Centro Congressi – La Nuvola.

## Storia
La prima edizione
La prima edizione di Più libri più liberi si è svolta al Palazzo dei Congressi di Roma dal 29 novembre al 2 dicembre 2002, ideata da un comitato organizzativo composto da Enrico Iacometti (Armando Editore), Annamaria Malato (Salerno Editrice) e Carlo Messina (Voland). L’iniziativa è nata dalla volontà di creare un avvenimento riservato alla piccola e media editoria e dalla riorganizzazione strutturale gestita qualche anno prima dall’Associazione Italiana Editori (AIE), che ha portato alla fusione dell’Aipe (Associazione Italiana Piccoli Editori) al suo interno.

## Numero di visitatori
A partire dall’edizione del 2009, la fiera ha cominciato a condurre un’indagine sul profilo dei suoi frequentatori, ideata dall'Ufficio studi dell'Associazione italiana editori e realizzata in collaborazione con l'Università di Tor Vergata (Roma). La prima edizione ha attirato circa 30.000 visitatori che sono cresciuti progressivamente, confermando una cifra attorno ai 50.000 visitatori fino all’edizione 2016. Nel 2017 il pubblico ha superato le 100.000 presenze.